# Tabatum
Tabatum (Ṭâbatum) fou una ciutat a la vora del riu Khabur dins del regne de Mari; sota Zimrilim fou inclosa dins la província (halṣum) de Qattunan (abans el poder mariota no estava ben establert i la zona era controlada per militars) el rei la va trobar en mans de Zikri-Addu, que s'havia erigit un domini autònom. Tabatum va tenir importància durant el període amorita (vers 2000-1750 aC) i se'n tenen força dades del període del rei Zimrilim. El déu local era Addu de Mahanum.
La ciutat destacava per comptar amb un domini reial (bîtum) dins del qual hi havia les terres del rei i les del palau. Segurament també disposava d'un palau. Les terres tenien una superfície notable però no s'ha pogut fer l'equivalència amb altres mesures. Les terres eren treballades per un equip agrícola (14 homes almenys) que disposava d'eines i es cuidava del bestiar (almenys 8 bous). Una part de les terres es dedicaven al gra (al menys es recollien 80.000 kgs que es guardaven en graners), un altre als sembrats i encara quedava una part de terres que de moment no s'explotaven per manca d'homes i bous (els equips estaven formats sovint per presoners i, per tant, amb poques ganes de treballar i sense coneixements). A les collites reials s'hi afegien les dels camperols, que pagaven tot o part dels impostos en gra (impost anomenat šibšum). També hi havia alguns artesans però quasi sempre en mancaven; sense artesans no es podien fabricar eines o reparar els carros.
Els governadors provincials (šâpiṭum) i els intendents (abu bîtim) cooperaven intensament però els segons estaven a les ordres directes del ministre de l'economia (šandabakkum) i, per tant, eren independents dels governadors. El intendent més conegut de Tabatum fou Iddin-Dagan. En una ocasió es va enfrontar al governador Ilšu-nâṣir quan aquest va voler transportar el gra acumulat a Tabatum cap a Qaṭṭunân; l'intendent s'hi va oposar al·legant que el gra era pel proper viatge del rei i va escriure al rei que li va donar la raó.
Quan la ciutat de Ṭâbatum, que era la principal defensa del nord de la província, era atacada, la població no restava allí sinó que es refugiava al nawûm, és a dir als prats on pastaven els ramats; els habitants de Tabatum era en majoria d'origen nòmada i el seu procés de sedentarització encara no estava acabat. Aquesta situació consta que es va donar quan Eshnunna va atacar la ciutat i la regió de Suhum. Aquestes amenaces haurien decidit al rei Zimrilim a crear un districte més petit a manera de marca fronterera (al front de la qual volia posar a Itûr-Asdû)
Després de la destrucció del palau de Mari (1759 aC) pels babilonis, Tabatum va formar part del regne de Hana (Khana) amb capital suposadament a Terqa (és possible que als primers anys la capital hagués restat a Mari), segons demostren diverses troballes arqueològiques dels reis Yapah-Sumu[abu] (vers 1755-1750 aC), Iṣi-Sumu-abum (vers 1750-1730 aC) i Yadih-abum (vers 1730-1723 aC). Yashadum fou governant (sugāgum equivalent a alcalde, nomenat pel rei dins de la principal família o clan local) en temps de Zimrilim; Yasim-Mahar fou sugāgum de la ciutat molts anys sota el dos darrers reis esmentats.
Finalment en la segona campanya babilònia la ciutat fou arrasada (vers 1723 aC).
Les excavacions (jaciment arqueològic de Tell Taban) tornen a fer aparèixer la ciutat a partir del finals del segle xiv aC, quan estava sota control de la dinastia local de Mari, i l'alta sobirania era de Mittani. Al segle xiii aC aquesta dinastia va reconèixer la sobirania assíria.